# Ciclamato

Esquema gráfico da fórmula do Ciclamato de Sódio.

O Ciclamato é o nome comum do ciclohexilsulfamato, identificado na indústria alimentícia com as siglas E 952. O ciclamato é amplamente utilizado na indústria de alimentos e farmacêuticos como edulcorante.
Ao ciclamato e a ciclo-hexilamina (seu principal metabolito) são atribuídos efeitos carcinogenos única em ratos. O ciclamato é ilegal nos Estados Unidos (1969) e Japão, porém atualmente é um aditivo autorizado pelo Parlamento Europeu, com restrições. A ingestão máxima diária atual é de 7 mg / kg de peso corporal. Até 2005 era de 11 mg.